# Lékoni-Lékori
Lékoni-Lékori es un departamento de la provincia de Haut-Ogooué en Gabón. En octubre de 2013 presentaba una población censada de 10 028 habitantes. Su chef-lieu es Akiéni.
Se encuentra ubicado al este del país, en el centro-norte de la provincia, unos 50 km al noreste de la capital provincial Franceville.

## Subdivisiones
Contiene cinco subdivisiones de tercer nivel (población en 2013):
- Comuna de Akiéni (6857 habitantes)
- Cantón de Lébényi (1393 habitantes)
- Cantón de Lessimi (769 habitantes)
- Cantón de Limi (574 habitantes)
- Cantón de Léwoumou (435 habitantes)